# Luciobarbus guiraonis
Luciobarbus guiraonis, noto in italiano come barbo di Valencia è un pesce d'acqua dolce della famiglia Cyprinidae.

## Distribuzione e habitat
Si tratta di una specie endemica dei fiumi Mijares, Serpis e l'alto corso della Guadiana in Spagna.
Popola il basso corso dei fiumi, in zone con scarsa corrente.

## Descrizione
Simile agli altri Luciobarbus da cui si distingue per il primo raggio della pinna dorsale senza seghettatura negli adulti (nei giovani presente ma debole) e per il barbiglio posteriore che non raggiunge il margine posteriore dell'occhio.
Misura fino a 50 cm di lunghezza.

## Conservazione
La specie è minacciata a causa dell'introduzione di specie aliene, per l'estrazione di acqua e a causa dell'inquinamento.